# The Ultimate Incantation
The Ultimate Incantation (englisch für „Der ultimative Zauberspruch“) ist das Debütalbum der polnischen Death-Metal-Band Vader.

## Entstehungsgeschichte
Nach dem erfolgreichen Demo Morbid Reich erhielt Vader einen Vertrag beim britischen Musiklabel Earache Records, bei dem dann das erste Album der Band erschien. Ein Videoclip zum Lied Dark Age wurde produziert.
Nach der Veröffentlichung von The Ultimate Incantation verlor Vader den Vertrag bei Earache Records jedoch wieder.
Alle Titel, die auf den beiden Demos Morbid Reich und Necrolust (1989) vertreten waren, wurden bis auf die Lieder Reborn in Flames und The Wrath für dieses Album neu aufgenommen. Bei Decapitated Saints handelte es sich um das erste Lied der Bandgeschichte, das in englischer Sprache verfasst wurde. Gleichzeitig war es auch das erste Stück, für das Peter den Leadgesang 1988 übernahm. Die beiden Demos wurden auf einem Album namens Reborn in Chaos wiederveröffentlicht.
Vader tourten im Anschluss an die Veröffentlichung als Support von Bolt Thrower und Grave durch Europa. Bei der anschließenden Headliner-Tour durch ihr Heimatland Polen schnitt die Band das Livealbum The Darkest Age mit. Das Livealbum enthält bis auf mehrere Intros und eine Coverversion von Hell Awaits (Slayer) nur Lieder des Debütalbums.
Das Coverartwork des Albums stammt von Dan Seagrave, welcher bereits die Cover von Bands wie Morbid Angel, Dismember oder Malevolent Creation gemalt hat.

## Bedeutung
Das Album wurde in Deutschland von den damals etablierten Metalmagazinen verrissen. Mittlerweile entwickelte sich das Album zu einem Klassiker des brutalen Death Metals.

## Titelliste
1. Creation (Intro) – 1:30
2. Dark Age – 4:40
3. Vicious Circle – 2:53
4. The Crucified Ones – 3:37
5. Final Massacre – 4:54
6. Testimony – 4:01
7. Reign-Carrion – 6:49
8. Chaos – 4:27
9. One Step to Salvation – 3:48
10. Demon's Wind – 4:27
11. Decapitated Saints – 2:28
12. Breath of Centuries – 4:51